# Petrarcameister

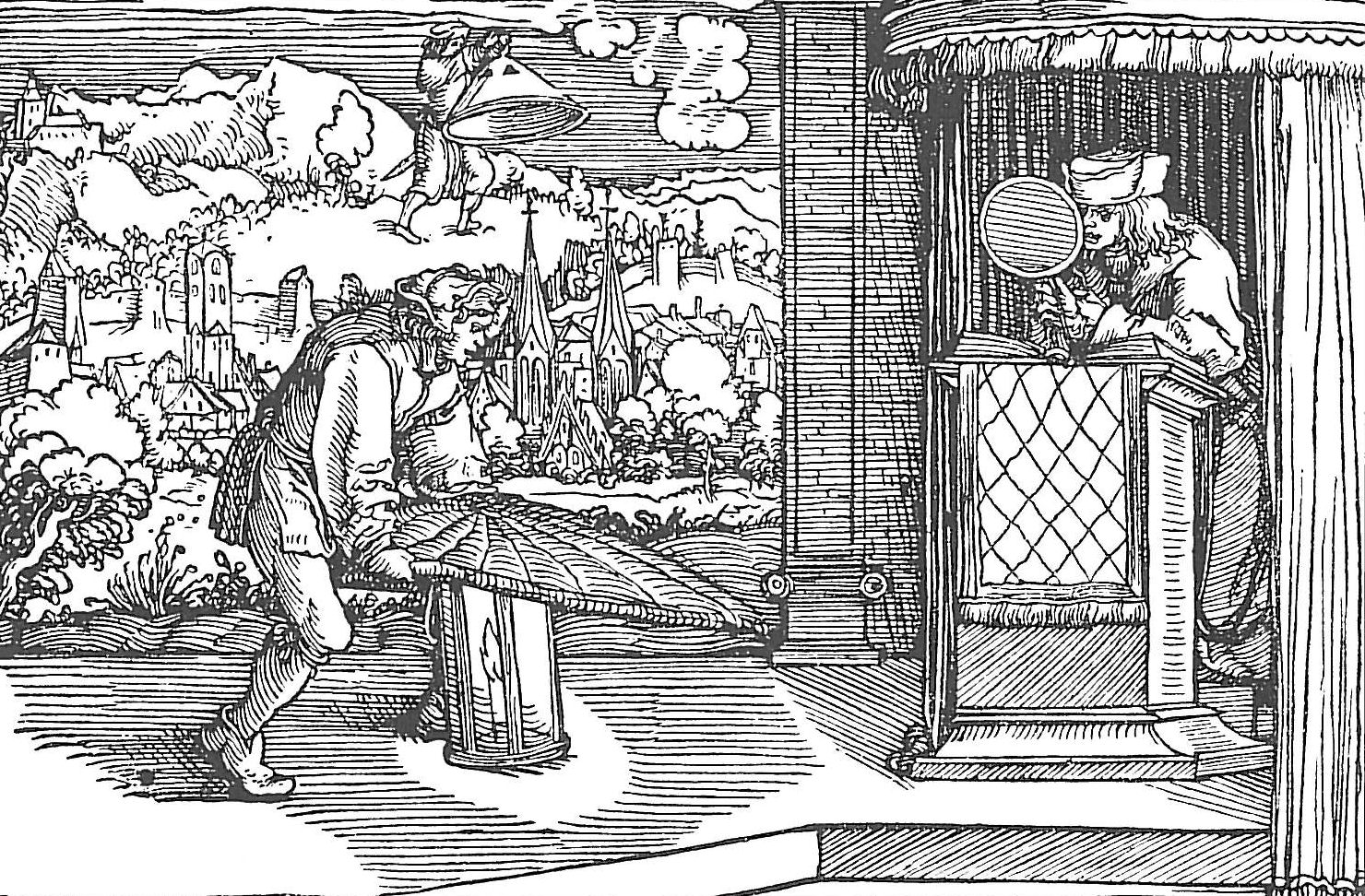
Holzschnitt (Entwurf: Petrarcameister): Licht unter dem Scheffel, um 1530

Als Petrarcameister (oder Petrarkameister) wird der Zeichner benannt, der Anfang des 16. Jahrhunderts Vorlagen für Holzschnitte geschaffen hat. Er soll auch als Maler gewirkt und z. B. Miniaturen gemalt haben. Der namentlich nicht bekannte Künstler, der keines seiner Werke signierte, erhielt seinen Notnamen nach seinen Vorlagen zu Holzschnitten für Von der Artzney bayder Glück, einer deutschen Übersetzung des Werkes De remediis utriusque fortunae von Petrarca, die 1532 in Augsburg im Druck erschien. Der Petrarcameister gilt als einer der wichtigen Graphiker der Renaissance im deutschsprachigen Raum.

## Von der Artzney bayder Glück
Der Petrarcameister hat die Vorlagen für die Holzschnitte zu Von der Artzney bayder Glück in zwei Teilen für Augsburger Verleger geschaffen und den ersten 1519, den zweiten Teil 1520 fertiggestellt; die zu diesen Entwürfen dann schließlich entstandenen Holzschnitte sind jedoch erst 1532 bei Heinrich Steyner in der zweibändigen Ausgabe des Werkes in Druck gegangen. Keiner der Holzschnitte ist betitelt, doch jeder Holzschnitt verdeutlicht das Kapitel, welches er illustriert. Das Werk wurde sehr populär, nicht zuletzt wegen der handwerklich meisterhaften und im Detail lebhaften Illustrationen. Sie wurden noch in der Ausgabe von Vincentius Steinmeyer 1620 in Frankfurt am Main verwendet.

## Meister des Trostspiegels
Petrarcas Werk wurde in der Folgezeit – mitsamt den Holzschnitten nach dem Petrarcameister – unter eingängigeren deutschen Titeln vermarktet, etwa Glückbuch (Augsburg 1539), Trostbuch (Frankfurt am Main 1551 und 1559) und Trostspiegel in Glück und Unglück (Frankfurt am Main, sechs Auflagen von 1572 bis 1620). Daher ist der Meister auch als „Meister des Trostspiegels“ in der Literatur bekannt. Holzschnitte nach dem Petrarcameister illustrieren viele moralisierende Tugendspiegel und Anleitungen zu einem glücklichen, christlichen Leben. Seine Holzschnitte finden sich auch in Übersetzungen von antiken Texten wie de officiis des Cicero aus dem Jahr 1531.

## Identifizierung
Von Heinrich Röttinger wurde das Werk des Petrarcameisters Hans Weiditz zugeschrieben, was sich aber nicht durchgesetzt hat. Auch waren sie zuvor alternativ als Werke von Hans Burgkmair geführt. Weiter wurde eine Identifizierung mit anderen Künstlern der Dürerzeit wie den Augsburger Meistern Hans Wolff Strigel oder Peter Zan vorgeschlagen, was in der Kunstgeschichte umstritten bleibt.

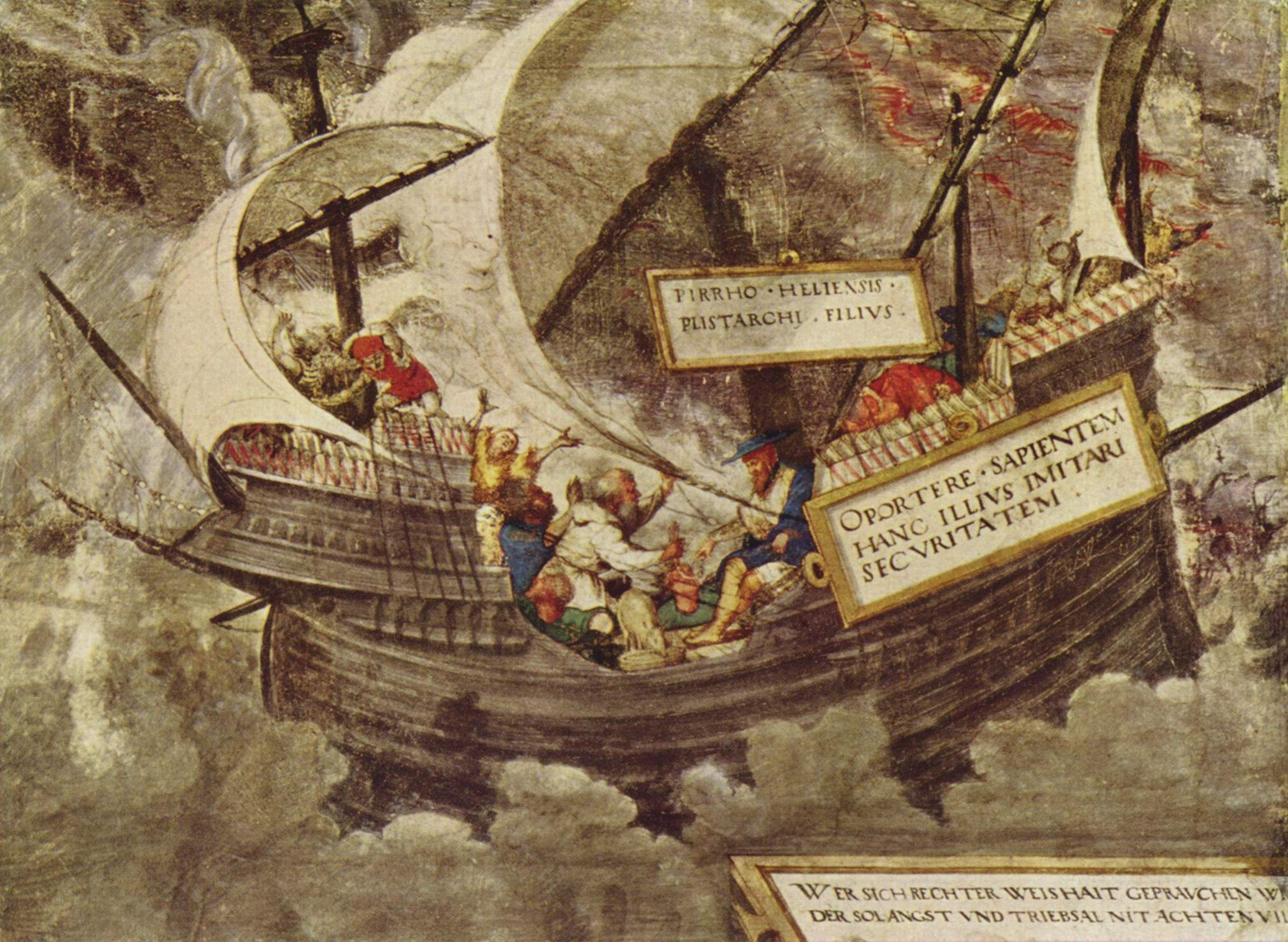
Petrarcameister: Der Philosoph Pyrrhon von Elis in stürmischer See. Buchmalerei, 1. Viertel des 16. Jahrhunderts

## Zeichnungen und Malereien
Dem Petrarcameister werden neben den Entwürfen zu Holzschnitten auch Malereien, Miniaturen und Zeichnungen zugeordnet.

## Werk als Quelle von geschichtlicher Bedeutung
Die lebendigen und detailreichen Werke des Petrarcameisters sind eine einzigartige Quelle zum Alltagsleben in der ausgehenden Maximilianischen Epoche und werden gerne zur Illustration dieser Ära genutzt. Der Meister stellt in oft radikaler und detailgetreuer Weise die Alltagssituation des gemeinen Volkes in der Zeit der Reformation und Bauernkriege dar. Die graphischen Illustrationen werden manchmal als Einblick in die damaligen Lebensumstände, zur Darstellung der sozialen Umstände und zur Analyse von deren Auswirkungen auf den Verlauf dieser Epoche des Umbruches herangezogen.

## Illustration von Sprichwörtern und Redensarten
Der Petrarcameister ist auch bekannt für seine Darstellung von Gleichnissen, Sprichwörtern und Redensarten wie z. B. „Sein Licht unter den Scheffel stellen“. In Von der Artzney bayder Glück illustriert das Bild den Abschnitt über die Bescheidenheit.